# Hideki Maeda
Hideki Maeda (前田 秀樹, Maeda Hideki, Kyoto, 13 mei 1954) is een Japans voormalig voetballer die als middenvelder speelde.

## Clubcarrière
In 1973 ging Maeda naar de Hosei University, waar hij in het schoolteam voetbalde. Nadat hij in 1977 afstudeerde, ging Maeda spelen voor Furukawa Electric. Met deze club werd hij in 1985/86 kampioen van Japan. Maeda veroverde er in 1977, 1982 en 1986 de JSL Cup. In 13 jaar speelde hij er 209 competitiewedstrijden en scoorde 35 goals. Maeda beëindigde zijn spelersloopbaan in 1989.

## Japans voetbalelftal
Hideki Maeda debuteerde in 1975 in het Japans nationaal elftal en speelde 65 interlands, waarin hij 11 keer scoorde.

## Statistieken
| Japans voetbalelftal | Japans voetbalelftal | Japans voetbalelftal |
| Jaar                 | Wed.                 | Dlp.                 |
| -------------------- | -------------------- | -------------------- |
| 1975                 | 5                    | 1                    |
| 1976                 | 6                    | 1                    |
| 1977                 | 3                    | 0                    |
| 1978                 | 7                    | 1                    |
| 1979                 | 9                    | 3                    |
| 1980                 | 11                   | 3                    |
| 1981                 | 11                   | 0                    |
| 1982                 | 3                    | 0                    |
| 1983                 | 7                    | 2                    |
| 1984                 | 3                    | 0                    |
| Totaal               | 65                   | 11                   |